# Lerner
Sobrenome Lerner:
- Abba (Ptachya) Lerner (1903 – 1982) [1]
- Alan Jay Lerner (1918, New York – 1986, New York), libretista, letrista e roteirista [2]
- Alejandro Lerner (1957, Buenos Aires), um cantor, compositor e músico argentino [3]
- (Avinoam) "Avi" Lerner [4]
- Eric (J.) Lerner (º  1947) [5]
- Gad Lerner [6]
- Garrett Lerner [7]
- Gerda (Hedwig) Lerner, née Kronstein (1920, Viena – 2013, Madison), uma historiadora, escritora e professora
- Jaime Lerner (º  1937, Curitiba), um político, arquiteto e urbanista brasileiro
- Jaime Abram Lerner (º  1959, São Paulo), um cineasta e escritor brasileiro
- Júlio Lerner (1939, São Paulo – 2007, São Paulo), um jornalista brasileiro
- (Maxwell) "Max" (Alan) Lerner (1902, ? – 1992), um pedagogo e jornalista norte-americano nascido na Rússia
- Michael Lerner [8]
- Murray Lerner (º  ?), um diretor de cinema, documentarista e produtor estadunidense
- Nathan Lerner [9]
- (Randolph) "Randy" D (avid). Lerner (º  1962, Brooklyn), um filantropo e empresário dono do clube de futebol inglês
- Salomón Lerner Ghitis [10]
- Sam Lerner [11]
- Theodor Lerner (1866, Antweiler – 1931, Frankfurt am Main)
- Thessaly Lerner (º  ?), uma atriz e dublador a de vários jogos de videogame
- Tillie Lerner Olsen (1912, Omaha – 2007, Oakland), uma escritora norte-americana
- Ute Maria Lerner [12]